# Drama (álbum de Yes)
Drama es el décimo álbum de la banda británica de rock progresivo Yes, lanzado en agosto de 1980 por Atlantic Records. 
Fue el único álbum con la participación de Trevor Horn y Geoff Downes (hasta su regreso en el año 2011), y el primero sin Jon Anderson.

## Detalles
Tras el fríamente recibido Tormato de 1978, Jon Anderson y Rick Wakeman se alejaron del grupo por diferencias musicales y financieras a principios de 1980.
Sin embargo, los miembros restantes, Chris Squire, Steve Howe y Alan White, decidieron seguir adelante con la banda.
Trevor Horn y Geoff Downes, miembros del grupo new wave The Buggles, estaban trabajando en un estudio adyacente a Yes (siendo ambos manejados por el mismo representante: Brian Lane). Durante esas fechas Horn y Downes se presentaron a Squire, Howe y White, declarándose fans de Yes, y siendo invitados por la banda a quedarse para los ensayos: de ahí a su plena incorporación solo hubo un paso.
The Buggles había alcanzado recientemente el puesto N.º 1 en las listas británicas con el tema "Video Killed the Radio Star", el cual era apreciado por Chris Squire, que incluso tenía el disco, de modo que el giro hacia algo más moderno y menos sinfónico en la nueva música de Yes resultó casi lógico, no solo por la influencia de Horn y Downes (quienes son coautores de todos los temas), sino por el apoyo del propio Squire.
No obstante, algo de la vieja magia se quiso invocar, al llamar nuevamente a Roger Dean y a Eddie Offord para hacerse cargo del arte gráfico y de la producción respectivamente (esto último junto con el resto del grupo).
A pesar de ser uno de los discos menos representativos y más discutidos entre los fans de Yes, Drama obtuvo una buena recepción en Gran Bretaña, donde alcanzó el puesto Nº 2 en la lista de álbumes, a diferencia de EE. UU., donde solo llegó al puesto 18 y ni siquiera obtuvo disco de oro.
Yes sería temporalmente disuelto al año siguiente, 1981 (hasta la reunión de 1983), mientras que Howe y Downes entrarían a formar parte del grupo Asia, dedicado al arena rock y rock progresivo.

## Lista de canciones
Todos los temas escritos por Horn, Downes, Howe, Squire y White, excepto donde se indica.
Lado A
1. Machine Messiah – 10:27
2. White Car – 1:21
3. Does It Really Happen? – 6:35

Lado B
1. Into the Lens – 8:33
2. Run Through the Light – 4:43
3. Tempus Fugit – 5:15

Bonus tracks de la reedición en CD, 2004
1. Into the Lens (I Am a Camera) (versión single) – 3:47
2. Run Through the Light (versión single) – 4:31
3. Have We Really Got to Go Through This – 3:43
4. Song No. 4 (Satellite) – 7:31
5. Tempus Fugit – 5:39
6. White Car – 1:11
7. Dancing Through the Light (Anderson, Howe, Squire, Wakeman, White) – 3:16
8. Golden Age (Anderson, Howe, Squire, Wakeman, White) – 5:57
9. In the Tower (Anderson, Howe, Squire, Wakeman, White) – 2:54
10. Friend of a Friend (Anderson, Howe, Squire, Wakeman, White) – 3:38

## Personal
- Trevor Horn: primera voz, bajo sin trastes
- Geoff Downes: teclados, vocoder
- Steve Howe: guitarra, coros
- Chris Squire: bajo, piano, coros
- Alan White: batería, coros